# Na Na Hey Hey Kiss Him Goodbye
Na Na Hey Hey Kiss Him Goodbye ist ein Lied von Steam aus dem Jahr 1969, das von Paul Leka, Gary DeCarlo und Dale Frashuer geschrieben wurde. Ersterer produzierte auch den Song, der im selbstbetitelten Album der Band zu finden ist.

## Geschichte
Als die Songwriter Paul Leka, Gary DeCarlo und Dale Frashuer in den frühern 1960ern noch Mitglieder der Gruppe The Chateaus waren, komponierten sie das Lied in einer Blues-Version. Später löste sich die Gruppe auf, und Leka überredete DeCarlo und Frashuer, mit ihm nach New York zu reisen, um den Song umzuändern und eventuell zu produzieren. 1968 nahm DeCarlo vier Lieder bei Mercury Records in New York mit Leka als Produzent auf. Die Plattenfirma zeigte sich von den vier Aufnahmen so begeistert, dass sie am liebsten alle als A-Seiten veröffentlicht hätte, und es stellte sich die Frage nach den B-Seiten. Aus der Vergangenheit kramten sie das Stück Na Na Hey Hey Kiss Him Goodbye, modellierten es um und konzipierten die Situation neu.
DeCarlo sang das Lied in einer Aufnahmesitzung. Anstatt mit den Bandmitgliedern das komplette Lied samt Instrumentierung aufzunehmen, geschah dies im Alleingang. Leka spielte das Keyboard, DeCarlo sang, und Angie DiGeronimo spielte Schlagzeug. Alle Tonspuren mischte der Toningenieur Warren Dewey zusammen. In einem Interview sagte Leka: “I said we should put a chorus to it (to make it longer)” (deutsch: „Ich finde, das Lied braucht einen Refrain (damit es länger wird).“). Weiter ergänzte er: “I started writing while I was sitting at the piano going ‘na, na, na, na, na, na, na, na’ … Everything was ‘na na’ when you didn't have a lyric. Gary added ‘hey hey’”. (deutsch: „Ich fing an zu schreiben, als ich am Klavier saß und kam auf ,na, na, na, na, na, na, na, na‘ … Man singt immer ,na na‘ wenn man keinen Text hat. Gary fügte ,hey hey‘ hinzu.“).
Die Veröffentlichung war am 17. Oktober 1969, in den Vereinigten Staaten und der Schweiz wurde der Popsong ein Nummer-eins-Hit. Im WWE singen die Zuschauer das Lied, wenn dort ein Superstar oder Manager gefeuert wird. Auch bei den Twenty20 Cup findet es Anklang.
Bei den Amtseinführungen 2009 und 2017 sangen die Gäste den Song den jeweils abgetretenen Präsidenten George W. Bush und Barack Obama vor.
Am 4. Mai 2017, als das Repräsentantenhaus der Vereinigten Staaten den Patient Protection and Affordable Care Act aufheben und ersetzen wollte, sangen Vertreter der Demokratischen Partei den Hit. Dies wirkte sich auch auf die Wahl zum Repräsentantenhaus der Vereinigten Staaten 2018 aus. DeCarlo freute sich über die Verwendung, obwohl er gegen Obamacare war. Dies war nicht das erste Mal, dass das Lied politische Verwendung fand: 1993 sang es die Republikanische Partei im symbolischen Sinne, nachdem eine Steuerreform von Bill Clinton umgesetzt worden war.
Im Januar 2019 konnte man das Lied in einer Werbung für den GMC Sierra hören.
Im Dezember 2020 hat die Sängerin Katy Perry für ihren Song Not the End of the World eine Interpolation des Titels verwendet.

## Coverversion von Bananarama
Im Jahr 1983 veröffentlichten Bananarama ihre Version des Liedes, das auf dem Album Deep Sea Skiving erschien. Die Veröffentlichung war am 14. Februar 1983, in Großbritannien belegte der Titel Platz 5 und in Australien Platz 38. Obwohl es der Musikrichtung New Wave entspricht, orientierte man sich bei der Instrumentierung stark am Original.

### Musikvideo
Das Musikvideo beginnt damit, dass die Bandmitglieder auf einem Schulhof Hickelkasten spielen, was dann von ein paar Rowdys unterbunden wird. Weggemobbt treten sie einem Boxclub bei und lernen, sich selbst zu verteidigen. Zum Ende des Clips kehrt die Girlgroup wieder auf den Schulhof zurück, rächt sich an den Rowdys und annektiert deren Motorräder.

## Andere Coverversionen
- 1970: James Last
- 1970: Richard Anthony (Na na he espoir)
- 1970: Jeronimo
- 1970: Roberto Blanco
- 1970: Tanja Berg
- 1970: Fausto Papetti
- 1970: Liberace
- 1972: The Pioneers
- 1973: Dave Clark
- 1977: The Heptones (Babylon Feeling)
- 1982: Saragossa Band (Dance with the Saragossa Band (Part 1))
- 1987: Steve Walsh
- 1988: Donna Summer
- 1998: Hermes House Band
- 1999: Fancy
- 2001: Axxis
- 2001: Re-Animator
- 2004: Jimmy Hartwig (Die Party geht weiter)
- 2006: Crazy Frog
- 2009: Wale feat. Lady Gaga (Chillin)
- 2009: Jay-Z (D.O.A. (Death of Auto-Tune))
- 2009: Kristinia DeBarge (Goodbye)
- 2010: Elke Martens